# Thickfreakness
Thickfreakness – drugi album studyjny amerykańskiego zespołu blues-rockowego The Black Keys, pierwszy nagrany dla wytwórni Fat Possum.
Zespół nie zrezygnował jednak z samodzielnej produkcji nagrań, dzięki czemu album kontynuuje surowy, garażowo-bluesrockowy styl debiutu, czasem określanego przez krytyków mianem punk bluesa.
Piosenka "Set You Free" znalazła się na soundtracku filmu Szkoła rocka.

## Lista utworów
1. "Thickfreakness" – 3:48 (Dan Auerbach, Patrick Carney)
2. "Hard Row" – 3:15 (Dan Auerbach, Patrick Carney)
3. "Set You Free" – 2:46 (Dan Auerbach, Patrick Carney)
4. "Midnight in Her Eyes" – 4:02 (Dan Auerbach, Patrick Carney)
5. "Have Love Will Travel" – 3:04 (Richard Berry)
6. "Hurt Like Mine" – 3:27 (Dan Auerbach, Patrick Carney)
7. "Everywhere I Go" – 5:40 (Junior Kimbrough)
8. "No Trust" – 3:37 (Dan Auerbach, Patrick Carney)
9. "If You See Me" – 2:52 (Dan Auerbach, Patrick Carney)
10. "Hold Me in Your Arms" – 3:19 (Dan Auerbach, Patrick Carney)
11. "I Cry Alone" – 2:47 (Dan Auerbach, Patrick Carney)
12. "Evil" – 2:27 (Dan Auerbach, Patrick Carney) - tylko na japońskim wydaniu

## Single
Wszystkie wydane w roku 2003.
- "Set You Free"
- "Hard Row"
- "Have Love Will Travel"

## Twórcy
- Dan Auerbach - gitara, gitara basowa, śpiew
- Patrick Carney - perkusja, produkcja